# Henriette Ackermann
Henriette Ackermann (* 8. August, nach anderen Quellen 8. September 1887 in Köln-Ehrenfeld; † 31. August 1977 in Brühl) war eine deutsche sozialdemokratische und sozialistische Politikerin in Köln. Außer ihrem persönlichen Schicksal – engagierte und angefeindete Stadtverordnete im Köln der Weimarer Republik, in der Zeit des Nationalsozialismus zweifach im KZ Ravensbrück inhaftiert – beschreibt ein Biograf ihr Leben als symptomatisch für die „verhängnisvolle Zersplitterung“ der linken Kräfte in der Weimarer Zeit.

## Leben
Henriette Ackermann wurde 1887 in Ehrenfeld (ab 1888 Stadtteil Kölns) als eine von zwei Töchtern von Adelheid Ackermann, geborene Schumacher, und dem Friseur Josef Ackermann geboren. Ihr Onkel war der Solinger SPD-Reichstagsabgeordnete Georg Schumacher. Sie besuchte nach der Volksschule die Handelsschule und arbeitete ab 1903 noch vor dem Abschluss als Buchhalterin (Kontoristin) in einer Kurzwarenhandlung. Ab 1908 war sie dreizehn Jahre lang in ihrem Beruf in der sozialdemokratischen Konsumgenossenschaft Hoffnung in Köln-Kalk tätig.

### Parteiaktivitäten und Erster Weltkrieg
Um 1905 – mit 18 Jahren – trat sie noch vor Einführung des Frauenwahlrechts der Freien Angestelltengewerkschaft und der SPD bei. Außerdem trat sie der von Wilhelm Sollmann gegründeten freien Arbeiterjugend bei, wo sie in den Jahren vor dem Ersten Weltkrieg eine aktive Rolle spielte. Während des Krieges trat sie als frühe und entschiedene Gegnerin der so genannten Burgfriedenspolitik ihrer Partei in Erscheinung. Diese äußerte sich unter anderem dadurch, dass die SPD-Fraktion im Reichstag kurz nach Beginn des Krieges geschlossen für einen ersten Kriegskredit stimmte, obwohl sie kurz vorher noch gegen „das verbrecherische Treiben der Kriegshetzer“ agitiert hatte.
Sie entwickelte sich in Folge zu einer der „An- und Wortführerinnen“ der innerparteilichen Opposition, die sich überwiegend aus jungen Frauen und Mädchen zusammensetzte. Als sie nach dem Tod von Adolf Hofrichter 1916 eine Kandidatur Karl Liebknechts für das Kölner Reichstagsmandat befürwortete, wurde sie aus der SPD ausgeschlossen. Sie nahm als Delegierte für Köln beim Gründungsparteitag der USPD in Gotha teil und gründete 1917 die Kölner Ortsgruppe der Partei, zu deren vierköpfigen Vorstand sie ab da gehörte. Noch während des Krieges wurde sie wegen antimilitaristischer Propaganda festgenommen und nicht, wie ihre Mitvorstände, nach wenigen Tagen wieder entlassen, sondern ein knappes Jahr in Berlin inhaftiert.
Nach ihrer Rückkehr nach Köln und im Verlauf der Novemberrevolution wurde sie wieder in den Vorstand ihrer Partei gewählt. Für den Spartakusbund nahm sie Ende 1918 als Delegierte für Köln-Ehrenfeld am Gründungsparteitag der KPD in Berlin teil und leitete um 1920/21 gemeinsam mit zwei weiteren Funktionären den VKPD-Bezirk Mittelrhein, nachdem der linke Flügel der USPD sich der KPD angeschlossen hatte.

### Stadtverordnete in Köln
Für die USPD wurde sie am 5. Oktober 1919 in die Kölner Stadtverordnetenversammlung gewählt und war gleichzeitig Vorsitzende der Kölner Stadtverordnetenfraktion der VKPD. 1922 verließ sie die KPD und trat erst der Kommunistischen Arbeitsgemeinschaft, dann wieder der (Rest-)USPD bei. Sie blieb auch nach der Vereinigung der USPD mit der SPD 1922 deren Mitglied und war damit für einige Zeit die einzige Kölner Stadtverordnete der USPD. Auch eine Rückkehr zur KPD lehnte sie ab und äußerte sich auch den Abgeordneten dieser Partei gegenüber kritisch. Infolgedessen war sie politisch stark isoliert, prangerte jedoch „rigoros und kompromisslos“ die schlechten Lebensbedingungen in der Kölner arbeitenden Klasse an und wurde 1924 als unabhängige Kandidatin wiedergewählt. Als ledige Frau und aufgrund ihres unabhängigen, selbstbewussten, spontanen und auch emotionalen Auftretens geriet sie einerseits zu einer „schillerndsten Persönlichkeiten der Kölner Stadtverordnetenversammlung während der Weimarer Republik“, andererseits zur „meistgehaßten Persönlichkeit in der Kölner Kommunalpolitik“. Während der zehn Jahre in der Kölner Stadtverordnetenversammlung – in der Zeit Konrad Adenauers als Oberbürgermeister – war sie durchgängig mit Anfeindungen, Hohn, Verleumdungen und sexistischen Angriffen sowohl aus dem bürgerlichen als auch dem sozialdemokratischen Lager konfrontiert. Beschimpfungen an die „Jungfrau Henriette“ genannte Stadträtin rangierten von „gemeines Frauenzimmer“, „Megäre“ bis hin zu „ewige Schwätzerin“ und Hinweisen zu ihrer Unliebenswürdigkeit, die sich bei einer Heirat eventuell legen würde („wenn sie einmal bemannt sein wird“). Für die Lokalpresse war sie beliebtes Motiv in politischen Karikaturen.
Als Politikerin war sie keine reine Frauenpolitikerin, sondern galt als konsequente Fürsprecherin der ärmeren Bevölkerungsteile: sie forderte die Erhöhung der Löhne der städtischen Arbeiter, der Unterstützungssätze für Arbeitslose, Wohlfahrtsberechtigte und Kriegsbeschädigte sowie die Bekämpfung der Wohnungsnot. Nach 1929, das Jahr, in dem sie aus dem Stadtrat ausschied, blieb sie weiterhin politisch aktiv.

### Zeit des Nationalsozialismus
Bis 1932 war Henriette Ackermann beruflich beim Freidenkerverband in Köln angestellt, bevor sie von März bis Mai 1933 in von den Nationalsozialisten in „Schutzhaft“ genommen wurde. Es folgten mehrfache Verhaftungen. Seit 1936 (oder 1938) wurde sie auf einer Liste von über 450 „Staatsfeinden“ der Gestapo geführt („A-Kartei“), die im Falle eines Krieges verhaftet und in KZs zu bringen seien. Ackermann gehörte zu den ersten, die bei Kriegsbeginn verhaftet und ins KZ Ravensbrück verbracht wurden. Dokumentiert sind zwei Aufenthalte dort, einmal 1939/40 und später noch einmal 1944/45.
Nach der Befreiung des Konzentrationslagers durch die Rote Armee arbeitet sie zunächst beim Magistrat in Berlin, bevor sie mit ihrer Schwester nach Köln zurückkehrte und bis zu ihrer Pensionierung in der Kölner Stadtverwaltung arbeitete. Sie Mitglied in der Vereinigung der Verfolgten des Naziregimes, ansonsten jedoch nicht mehr politisch aktiv. Mit ihrer Schwester lebte sie später in einem von den Großeltern geerbten Haus in Ehrenfeld.
Henriette Ackermann starb 1977 im Alter von 90 Jahren – einer Darstellung zufolge „isoliert und verbittert“ – in einem Altersheim in Brühl bei Köln.

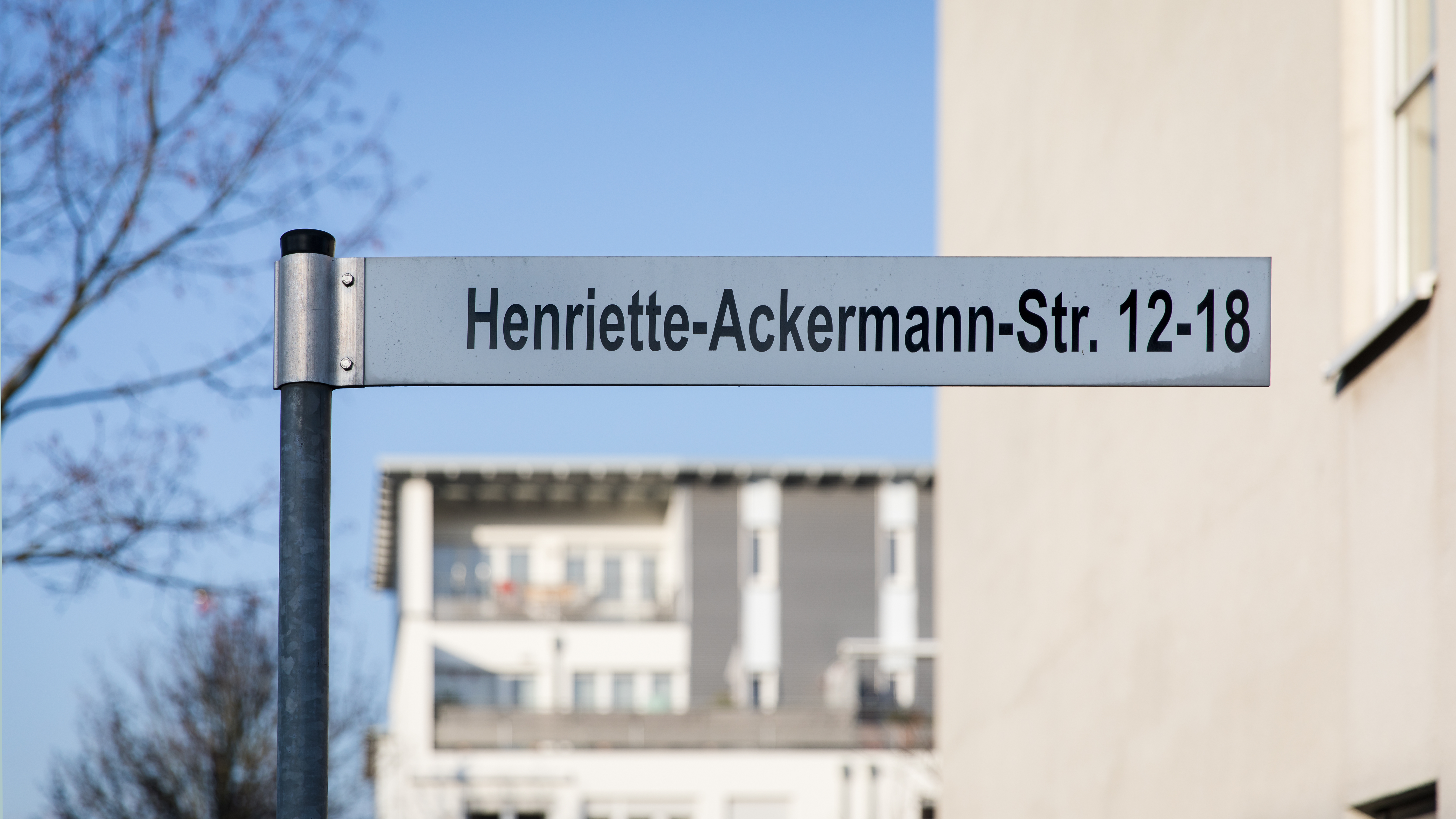
Henriette-Ackermann-Straße in Köln-Ossendorf

### Nachwirkung
Auf Antrag der SPD-Fraktion im Kölner Stadtrat wurde im März 1993 in Köln-Ossendorf eine Planstraße nach Henriette Ackermann benannt (Beschluss Nr.: 792).